# 奇跡の生還! 九死に一生スペシャル
『奇跡の生還! 九死に一生スペシャル』（きせきのせいかん きゅうしにいっしょうスペシャル）は、日本テレビで放送されている実録のドキュメンタリー特番である。
1996年から2003年まで放送されていたが、2007年に特別番組枠『モクスペ』で復活した。2010年9月29日には、番組名を『仰天真実…ザ･ミラクル』と変更して放送。

## 内容
世界中に起こった出来事の中から、九死に一生を得た人にスポットをあて、奇跡の生還を遂げる過程を再現ドラマ化して紹介する。
2003年は全ての再現ドラマにおいて、日本テレビアナウンサーが主演を務めた。
司会は、スタジオ時代は板東英二で後にオールロケになってからは羽鳥慎一・松本志のぶ両アナウンサーが務めていたが、2007年の復活版からは伊東四朗と西尾由佳理アナウンサーが務め、2010年9月29日は、西尾由佳理が務めている。また、開始当初からナレーションを渡辺篤史が務めていたが、2010年9月29日は、平野義和、槇大輔が務めている。